# خانه دکتر اهری
خانه دکتر اهری مربوط به دوره قاجار - دوره پهلوی است و در اهر، خیابان شیخ شهاب الدین واقع شده و این اثر در تاریخ ۲ آبان ۱۳۸۲ با شمارهٔ ثبت ۱۰۴۷۷ به‌عنوان یکی از آثار ملی ایران به ثبت رسیده است.